# Apologize
«Apologize» és el primer senzill de l'àlbum debut de la banda nord-americana OneRepublic titulat Dreaming Out Loud i el remix d'aquesta cançó va ser el tercer senzill de l'àlbum Shock Value de Timbaland, llançat durant el tercer quart del 2007.
La cançó va ser més reproduïda a la ràdio de la història de la llista Mainstream Top 40 dels Estats Units, amb més de 10.394 reproduccions en una setmana, fins que va ser superada per la cançó «Bleeding Love» de Leona Lewis, que també havia estat coescrita per Tedder. Va ser un gran hit a nivell internacional en arribar al nombre de vendes en 16 estats, entre ells, Austràlia, Àustria, Canadà, Alemanya, Itàlia, Nova Zelanda, Suècia, Turquia i els Països Baixos. Es va mantenir en la primera posició durant vuit setmanes consecutives en la llista Billboard Pop 100. També va arribar a la segona posició de la Billboard Hot 100 i es mantingué en el Top 10 durant vint-i-cinc setmanes, i estigué 13 setmanes com a número u del Canadà. El grup va ser nominat al Premi Grammy a la millor interpretació pop vocal per un duet o grup per "Apologize". Va ser el single més important de la banda OneRepublic als Estats Units fins al llançament de «Counting Stars» el 2013.
La cançó ha estat versionada per diversos artistes com Luke Bryan a l'àlbum Doin' My Thing. També la vocalista estatunidenca Taylor Swift en el seu àlbum del directe Speak Now: World Tour Live. A Europa, la banda sueca de metal All Ends va versionar la cançó en el seu àlbum All Ends i el grup neerlandès de música metal simfònic Within Temptation durant la seva promoció del seu espectacle pel seu 15è aniversari, Elements.

## Versió Timbaland

### Llista de reproducció
Single CD #1 (Regne Unit i Europa)
1. "Apologize" (Remix Timbaland) – 3:04
2. "Give It To Me" (Laugh At 'Em) (Remix Radio Edit) (amb Justin Timberlake i Jay Z) – 3:16

Single CD #2 (Regne Unit i Europa)
1. "Apologize" (Remix Timbaland) – 3:04
2. "Apologize" – 3:27
3. "The Way I Are" (OneRepublic Remix) (amb Keri Hilson) – 4:03
4. "Apologize" (Videoclip) – 3:10

single CD a Austràlia
1. "Apologize" (Remix Timbaland) – 3:04
2. "Apologize" – 3:27

## Data de llançament
| Àrea          | Data                   |
| ------------- | ---------------------- |
| Estats Units  | 17 de setembre de 2007 |
| Països Baixos | 20 d'octubre 2007      |
| Regne Unit    | 29 d'octubre de 2007   |
| Europa        | 9 de novembre 2007     |
| Austràlia     | 19 de novembre de 2007 |